# Rotterdam (Schiff, 1959)
Die Rotterdam ist ein ehemaliges niederländisches Passagierschiff, gebaut von der niederländischen Werft Rotterdamsche Droogdok Maatschappij. Sie ist das größte jemals in den Niederlanden gebaute Passagierschiff. Heute dient sie als Museums- und Hotelschiff.

## Geschichte

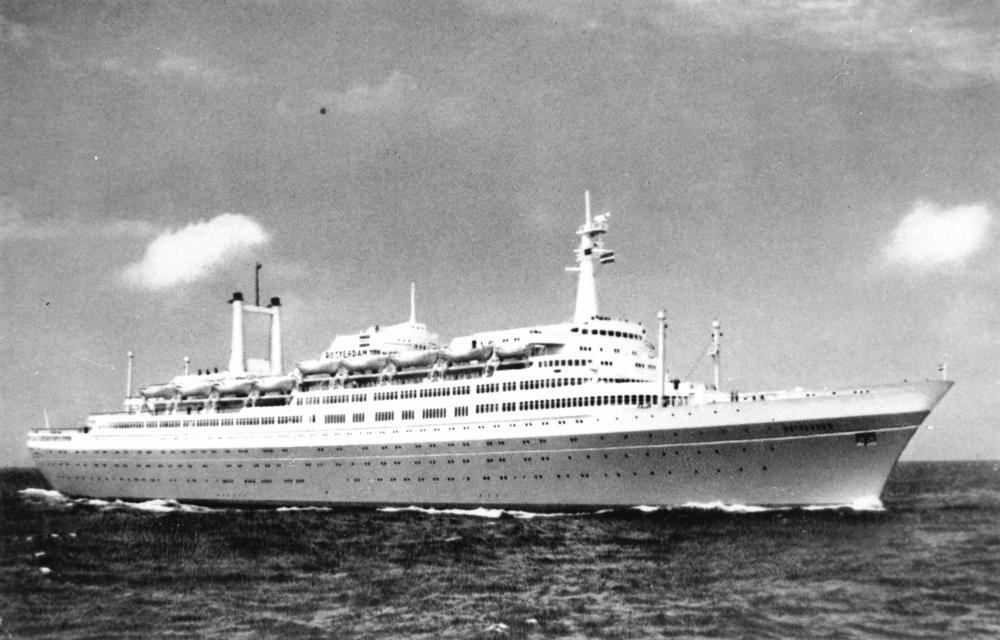
Beim ersten Einsatz

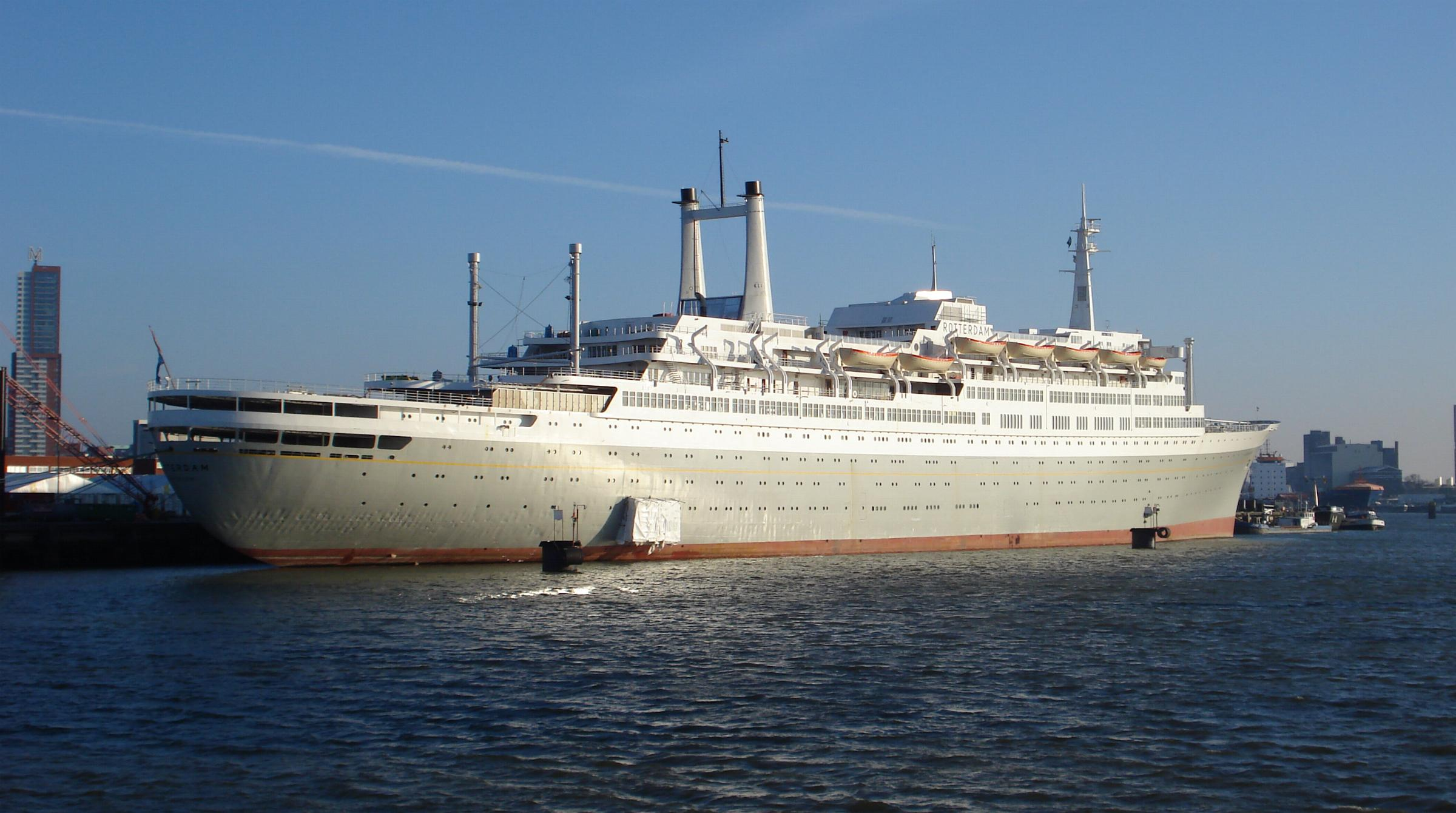
SS Rotterdam im Jahr 2008

Die Rotterdam, für die Holland-Amerika-Lijn gebaut, wurde im Liniendienst zwischen Rotterdam und New York mit Zwischenstation in Le Havre eingesetzt. Sie verließ Rotterdam am 3. September 1959 zur Jungfernfahrt mit dem Ziel New York. Unter den Passagieren befand sich auch Kronprinzessin Beatrix. Als der transatlantische Luftverkehr immer mehr an Bedeutung gewann, wurde die Route 1971 nach über zehn Jahren eingestellt. Ab 1971 wurde die Rotterdam, weiterhin unter niederländischer Flagge fahrend, für die Holland-Amerika-Lijn auf Kreuzfahrten rund um den Globus eingesetzt. Zu den häufigsten Zielen zählten vor allem die Karibik und Alaska.

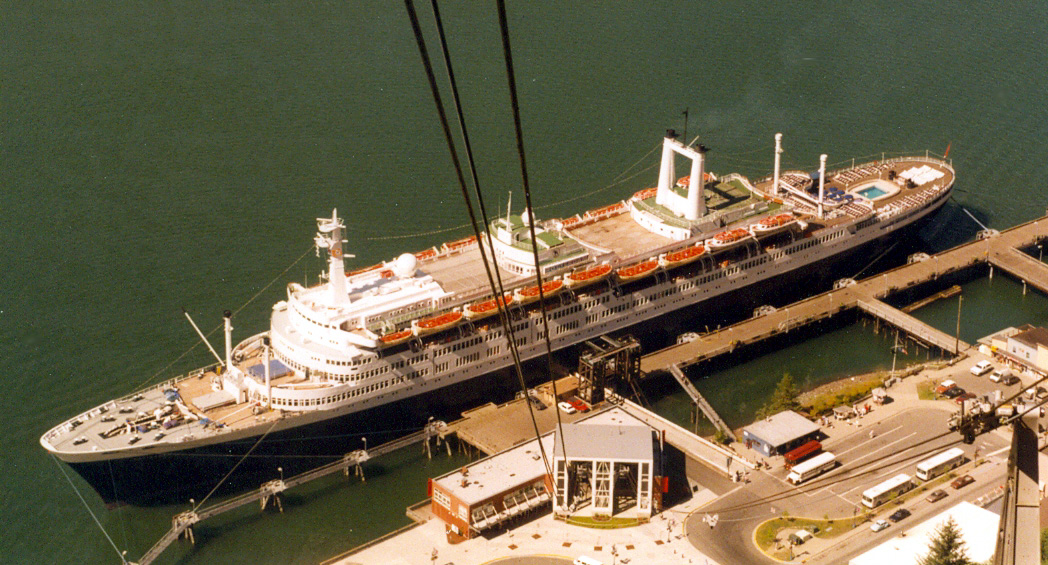
SS Rotterdam 1997 in Juneau (Alaska)

Nach einer letzten Galafahrt unter Kapitän Peter Bos wurde die Rotterdam am 30. September 1997 verkauft und durch die neue Rotterdam ersetzt. Käufer war die US-amerikanische Reederei Premier Cruises. Das Schiff erhielt den neuen Namen Rembrandt. Im Jahr 2000 kam die amerikanische Reederei jedoch in finanzielle Schwierigkeiten, so dass die Rembrandt außer Betrieb genommen wurde und in Freeport auf den Bahamas vor Anker lag. Die Zukunft der alten Rotterdam war zu diesem Zeitpunkt völlig ungewiss.
Nach drei Jahren kaufte die niederländische Dampfschifffahrt Rotterdam BV 2003 das Kreuzfahrtschiff, das wieder unter niederländische Flagge kam. Die Rembrandt erhielt nun ihren alten Namen Rotterdam zurück.
2004 wurde das Schiff in der Cammell Laird Werft in Gibraltar einer Asbestsanierung und Wartungsarbeiten unterzogen. Im gleichen Jahr noch ging die Dampfschifffahrtsgesellschaft Rotterdam in die Hände des Hafenbetriebs Rotterdam über. Zwischen Dezember 2004 und 2009 fanden Verhandlungen mit dem Hotel Cruiseship Operations 2 (HCO2) statt, um das Schiff im Maashaven als Hotel, Restaurant und Kasino zu nutzen. Eine 2005 geplante Komplett-Sanierung von Asbest musste wegen zu hoher Kosten entfallen. So erhielt das Schiff wiederum neue Eigentümer: die Woonbron und Eurobalance BV. Es wurde in das neu gegründete Unternehmen De Rotterdam BV integriert und die Asbest-Sanierung als Auftrag an eine Spezialwerft in Cádiz, Spanien, vergeben. Danach lag die Rotterdam in Wilhelmshaven, Deutschland, und wurde renoviert. Die ursprünglich 2006 vorgesehene Überführung des Schiffes nach Rotterdam verzögerte sich wegen der umfangreichen Sanierungsarbeiten, insbesondere der weiteren Beseitigung von Asbest und der mehrfachen Änderung des Nutzungsplans. So waren alle Arbeiten erst im Sommer 2008 abgeschlossen und das Schiff gelangte nach Rotterdam, wo es seinen endgültigen Ruheplatz vor Katendrecht erhielt. Im Jahr 2009 wurde es für die Öffentlichkeit freigegeben. Im Jahr 2013 kauften die WestCord Hotels das Schiff und betreiben es an der gleichen Stelle in Rotterdam als Museum, Hotel und Eventschiff.

## Nutzung seit 2009
Seit 2009 wird das Schiff multifunktional genutzt. Tagsüber stellt es als Museumsschiff einen der Besucherschwerpunkte im Rotterdamer Tourismussektor dar. Es wird täglich von mehreren hundert Menschen besichtigt und von zahlreichen Rundfahrten angefahren. Ehemalige Besatzungsmitglieder machen Führungen an Bord. In den Abendstunden liegt der Schwerpunkt in der Gastronomie, nachts wird es als Hotelschiff mit 254 Kabinen genutzt. Zusätzlich können mehrere Veranstaltungsräume gemietet werden.